# Eleição da cidade-sede dos Jogos Olímpicos de Inverno da Juventude de 2020
O processo de apresentação de candidaturas aos Jogos Olímpicos de Inverno da Juventude de 2020 decorreu até 28 de Novembro de 2013. Depois da análise do Comité Olímpico Internacional (COI), a escolha das finalistas foi anunciada a 5 de Dezembro, com Lausanne a ser anunciada como vencedora a 31 de Julho de 2015. Brașov era a única rival da cidade suíça.

## Resultados da votação
| Lausanne | Suíça   | 71 |
| Brașov   | Roménia | 10 |

## Calendário de candidaturas
Referência:
- 2013
  - 6 de Junho: O COI convidou os CONs a submeterem as candidaturas para sediar os Jogos Olímpicos de Inverno da Juventude de 2020;[5]
  - 28 de Novembro: Prazo de entrega de candidaturas ao COI;
  - 12 de Dezembro: Assinatura do Procedimento de Candidaturas aos JOJ.
- 2014
  - 14 a 16 de Janeiro: Workshop do COI para as cidades candidatas, em Lausanne;
  - 17 de Junho: Envio dos Documentos de Candidatura aos JOJ;
  - 16 a 28 de Agosto: Programa de Observador, nos Jogos Olímpicos de Verão da Juventude de 2014, em Nanquim (China);
  - 5 de Dezembro: Os candidatos mencionaram duas cidades em Lausanne.

- 2015
  - Junho: Video-conferências entre as cidades candidatas e a Comissão de Avaliação do COI;
  - 31 de Julho de: Eleição da cidade-sede. Lausanne recebeu 71 votos em 81 possíveis.

## Cidades candidatas
Duas cidades submeteram a sua candidatura ao COI até 28 de Novembro de 2013, o prazo de entrega da mesma.

### Lausanne,Suíça
Lausanne confirmou a sua candidatura às Olimpíadas de Inverno da Juventude de 2020 a 12 de Julho de 2013. A cidade é onde se localiza a sede do Comité Olímpico Internacional, sendo considerada a "capital Olímpica". A 12 de Dezembro de 2013, Lausanne assinou o Procedimento de Candidatura às Olimpíadas da Juventude.

### Brașov,Roménia
Brașov submeteu oficialmente a sua candidatura em Novembro de 2013. No início desse ano, a cidade romena acolheu o Festival Olímpico de Inverno da Juventude Europeia de 2013. No dia 12 de Dezembro, Brașov assinou o Procedimento de Candidatura às Olimpíadas da Juventude.

## Outras cidades que consideram candidatar-se

### Europa
- Sófia, Bulgária

Sófia iria candidatar-se à edição anterior dos Jogos, o que acabou por não acontecer por não preencher os requisitos do COI. O Comité Olímpico Búlgaro estava interessado em avaliar uma candidatura às Olimpíadas de Inverno da Juventude de 2020.

### América do Norte
- Lake Placid, Estados Unidos

Lake Placid foi sede das edições dos Jogos Olímpicos de Inverno de 1932 e 1980. A cidade estava interessada em candidatar-se às Olimpíadas da Juventude de 2016, mas optou pelas de 2020, embora também não avançasse. Lake Placid foi a sede do sexto Fórum do Programa de Carreira de Atleta do COI, entre 8 e 11 de Novembro de 2012.